# Thiersheim
Thiersheim település Németországban, azon belül Bajorországban. Lakosainak száma 1764 fő (2023. december 31.). Thiersheim Wunsiedel, Marktredwitz, Arzberg, Thierstein (Fichtelgebirge), Hohenberg an der Eger és Höchstädt im Fichtelgebirge községekkel határos.

## Népesség
A település népessége az elmúlt években az alábbi módon változott:
| Lakosok száma | 1249 | 1896 | 1795 | 2203 | 1912 | 1831 | 1811 | 1798 | 1744 | 1764 |
|               | 1875 | 1950 | 1975 | 1987 | 2012 | 2014 | 2016 | 2017 | 2021 | 2023 |